# Авария Ан-24 во Вроцлаве
Ава́рия Ан-24 во Вро́цлаве — авиационная авария пассажирского самолёта Ан-24Б польской авиакомпании LOT (Польские авиалинии), произошедшая в пятницу 24 января 1969 года на юго-западной окраине Вроцлава.

## Самолёт
Ан-24Б с регистрационным номером SP-LTE (заводской — 67302405, серийный — 024-05) был выпущен Киевским авиационным заводом примерно в марте 1966 года. Лайнер был продан в Польскую Народную Республику, где к 9 апреля поступил в национальную авиакомпанию LOT. Это был пятый представитель данного типа в воздушном флоте авиакомпании. Общий налёт самолёта на момент аварии составлял 3018 часов. При вылете в рейс, закончившийся аварией, его вес составлял 20 646 кг, что было в пределах допустимого, а топлива в баках было на 3 часа полёта.

## Экипаж
- Командир воздушного судна — 34-летний Рудольф Рембелиньский (пол. Rudolf Rembieliński). Имел действующую квалификацию командира самолётов Ли-2, C-47, Ил-14 и Ан-24. Его общий лётный стаж составлял 9500 часов, в том числе 1302 часа в должности командира экипажа; стаж на Ан-24 — 2000 часов. в том числе 1567 часов в должности пилота. За последние семь дней налетал 15 часов в должности командира Ан-24. За последние сутки не летал, но до этого дежурил на аэродроме в течение 2 часов[2][4].
- Второй пилот — 31-летний Чеслав Каминьский (пол. Czesław Kamiński). Имел действующую квалификацию второго пилота Ан-24, а общий стаж составлял 3000 часов в должности второго пилота Ан-24. За последние семь дней налетал 13 часов в должности второго пилота Ан-24[2][3].
- Бортинженер — Хенрик Крук (пол. Henryk Kruk)[2].
- Стюардесса

## Авария
Самолёт выполнял внутренний пассажирский рейс LO-149 и в 16:35 местного времени с 44 пассажирами, 4 членами экипажа и одной собачкой на борту вылетел из аэропорта Окенче. Полёт проходил без отклонений и за 10 минут до достижения ненаправленного радиомаяка аэропорта экипаж получил из районного диспетчерского центра разрешение снижаться с 4500 до 1500 метров, а также переходить на связь с диспетчером контроля. После установления связи с диспетчером контроля пилоты также получили разрешение снижаться до 1500 метров с докладом о прохождении радиомаяка. Прохождение радиомаяка экипаж доложил в 17:22, после чего диспетчер передал последние данные о погоде: облачность с нижней границей 150 метров, туман, дымка, видимость до 1600 метров, ветер 300°—310° 3—4 м/с, давление аэродрома 765,5 мм рт. ст.
Пилоты выставили давление на высотомерах, после чего на землю было доложено о начале снижения на дальний приводной радиомаяк, когда диспетчер контроля предупредил, что видимость упала до 800 метров. Это было ниже погодного минимума аэропорта, который составлял 1100 метров, однако экипаж продолжил снижение, а на высоте 90 метров командир дал команду уменьшить режим работы двигателей. Дальнеприводной радиомаяк был пройден на высоте 50—60 метров, вместо установленных 225 метров, после чего машина влетела в туман. Как позже рассказывал на слушаниях командир, видимость в тумане упала уже до 400 метров, но экипаж не прервал заход на посадку. Снижение происходило с вертикальной скоростью 5—6 м/с, когда бортинженер доложил о высоте 30 метров. Командир потянул штурвал на себя, чтобы подъёмом носа прекратить снижение, но в 700 метрах за дальним приводным радиомаяком машина, продолжавшая снижаться, врезалась правой плоскостью крыла в деревья на высоте 10 метров от земли. От удара часть плоскости длиной метра три отделилась, после чего авиалайнер вошёл в крутой правый крен величиной до 40°, теряя при этом высоту. В 145 метрах от точки первого удара о деревья правая плоскость врезалась в землю, прочертив борозду длиной 41 метр, после чего экипаж кратковременно выпрямил самолёт. Но затем правый крен вновь начал увеличиваться, а правая плоскость, врезавшись в землю, начала разрушаться. В 350 метрах от точки первого удара кренящийся вправо авиалайнер врезался в линию электропередачи напряжением 30 кВ и оборвал несколько кабелей, а затем промчался над 5-путной железной дорогой Вроцлав — Валбжих, оборвав провода контактной сети и линий связи. Запутавшись в проводах, правая плоскость крыла отделилась. Значительно потеряв от этого скорость, авиалайнер выпрямился, после чего опустился стойками шасси на землю, промчался так 141 метр, а затем врезался в дорожную насыпь высотой 70 сантиметров и наконец остановился поперёк дороги.
Самолёт разбился в 17:30 в трёх с половиной километрах от аэропорта Страховице. Травмы получили оба пилота, а также один из пассажиров, но никто не погиб.

## Причины
Согласно результатам технической экспертизы, самолёт до столкновения с деревьями был полностью исправен, и никаких отказов оборудования на борту не было.
Согласно заключению польской комиссии, авария произошла прежде всего по вине командира экипажа, который продолжал выполнять заход на посадку при погодных условиях хуже метеорологического минимума аэропорта, при этом не следя за высотой, в результате чего прошёл дальний приводной радиомаяк на высоте значительно меньше установленной. Второй пилот в данной ситуации проявил пассивность, не вмешиваясь в действия командира и не пытаясь исправить ситуацию.
Никаких рекомендаций по предотвращению подобных происшествий в будущем сделано не было, самих пилотов вскоре лишили лётных сертификатов.